# Cosmin Flueraș
Cosmin Flueraș (* 12. Dezember 1985 in Bukarest) ist ein ehemaliger rumänischer Eishockeyspieler, der den Großteil seiner Karriere bei Steaua Bukarest in der rumänischen Eishockeyliga verbrachte. Mit dem Rekordmeister aus der Hauptstadt wurde er viermal rumänischer Meister.

## Karriere

### Club
Cosmin Flueraș begann seine Karriere als Eishockeyspieler in seiner Geburtsstadt, wo er zehn Jahre für Steaua Bukarest in der rumänischen Liga spielte und ein Jahr auch in der multinationalen MOL Liga aktiv war. Mit dem rumänischen Rekordmeister gewann er 2002, 2003, 2005 und 2006 die rumänische Landesmeisterschaft. Zudem wurde er mit dem Klub 2003, 2005, 2006 und 2009 Pokalsieger. Die Spielzeit 2012/13 verbrachte er beim Lokalrivalen Sportul Studențesc, bevor er 2013 seine Karriere beendete.

### International
Flueraș spielte bereits im Juniorenbereich für Rumänien. Er war bei den U18-Weltmeisterschaften 2001 in der Division III und 2002 und 2003 in der Division II sowie bei den U20-Weltmeisterschaften 2002 in der Division III und 2003, 2004 und 2005 jeweils in der Division II aktiv. 
Sein Debüt in der Herren-Nationalmannschaft gab er bei den Weltmeisterschaften der Division I 2005, als die Mannschaft in die Division II absteigen musste. 2008 nahm er an den Wettkämpfen der Division II der WM teil und konnte den Wiederaufstieg in die Division I erreichen. Zudem spielte er für Rumänien bei der Qualifikation für die Olympischen Winterspiele in Turin 2006.

## Erfolge
- 2001 Aufstieg in die Division II bei der U18-Weltmeisterschaft der Division III
- 2002 Rumänischer Meister und Pokalsieger mit dem CSA Steaua Bukarest
- 2002 Aufstieg in die Division II bei der U20-Weltmeisterschaft der Division III
- 2003 Rumänischer Meister und Rumänischer Pokalsieger mit dem CSA Steaua Bukarest
- 2003 Aufstieg in die Division I bei der U18-Weltmeisterschaft der Division II, Gruppe B
- 2005 Rumänischer Eishockeymeister und Rumänischer Pokalsieger mit dem CSA Steaua Bukarest
- 2006 Rumänischer Eishockeymeister und Rumänischer Pokalsieger mit dem CSA Steaua Bukarest
- 2008 Aufstieg in die Division I bei der Weltmeisterschaft der Division II, Gruppe A
- 2009 Rumänischer Pokalsieger mit dem CSA Steaua Bukarest